# Institute for War and Peace Reporting

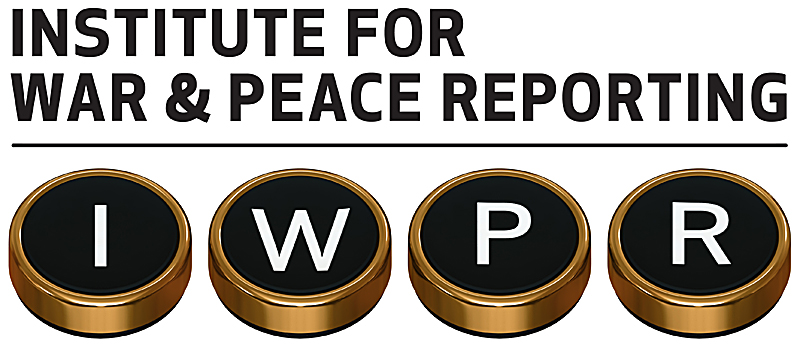
Logo van het Institute for war & peace reporting

Het Institute for War and Peace Reporting (IWPR) is een internationaal mediainstituut voor de ontwikkeling van media, opgericht in 1991. Het hoofdkantoor van het instituut is gevestigd in Londen in het Verenigd Koninkrijk.
Het instituut heeft grote programma's lopen in  Afghanistan, de Balkan, de Kaukasus, Centraal-Azië en Irak, met bureaus in Almaty, Bakoe, Belgrado, Bisjkek, Den Haag, Kaboel, Pristina, Sarajevo, Skopje, Tasjkent, Tbilisi en Doesjanbe.